# 鮑奇峰
83°21′S 163°5′E / 83.350°S 163.083°E
鮑奇峰（英語：Baulch Peak）是南極洲的山峰，座標83°21′S 163°5′E，位於沙克爾頓海岸，處於克萊登峰東北面15公里，屬於毛德王后山脈的一部分，由美國南極名稱諮詢委員命名，現時由南極條約體系管理。